# Écriture pallava

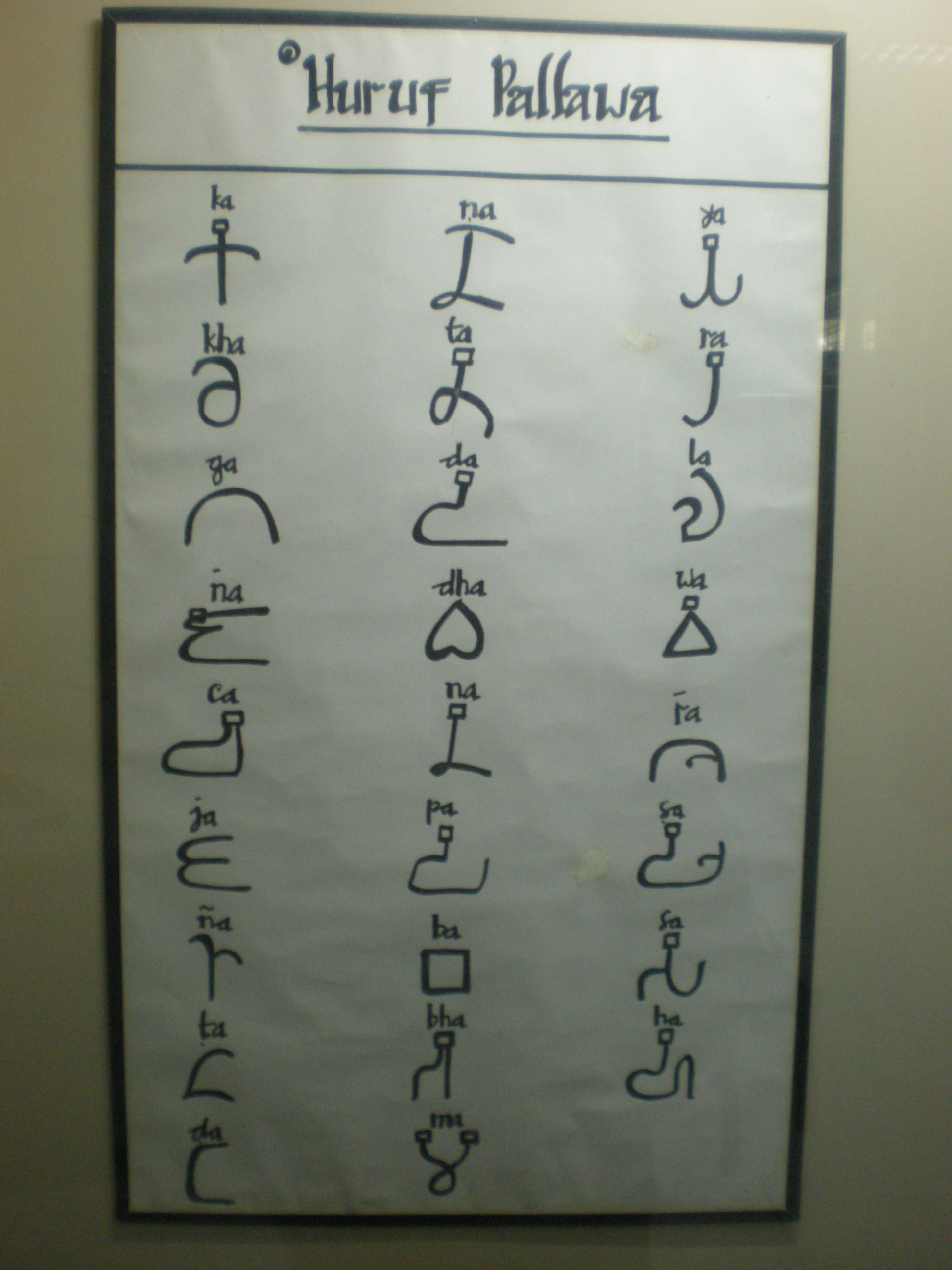
Consonnes de l'écriture pallava

L’écriture pallava est un alphasyllabaire brahmique originaire du Sud-Est de l’Inde, dans les territoires du royaume de la dynastie des Pallava (IIIe – IXe siècles), et utilisé à partir du IVe siècle jusqu’au IXe siècle en Asie du Sud-Est insulaire et continentale.